# Kam s odpadem?
Kam s odpadem? (v anglickém originále Trash of the Titans) je 22. díl 9. řady (celkem 200.) amerického animovaného seriálu Simpsonovi. Scénář napsal Ian Maxtone-Graham a díl režíroval Jim Reardon. V USA měl premiéru dne 26. dubna 1998 na stanici Fox Broadcasting Company a v Česku byl poprvé vysílán 28. března 2000 na stanici ČT1.

## Děj
Místní obchodní dům vyhlásí nový srpnový svátek s názvem Den lásky, který má zvýšit prodej. Simpsonovi ho oslavují, ale kvůli obrovskému množství obalů, jež se při něm vyprodukují, se hromadí odpadky. Když koš Homer Simpson vynáší, nestihne ho včas odnést až k obrubníku, a popeláři tak odjedou, aniž by mu odpadky sebrali. Homer na ně rozzlobeně začne křičet urážky a vyvolá hádku, která vede k tomu, že rodině je přerušen odvoz odpadků. Odpadky se postupně hromadí na jejich trávníku před domem a Homer se i přes Marginy prosby odmítá popelářům omluvit. 
Když se Homer jednoho rána probudí a zjistí, že hromada odpadků zmizela, domnívá se, že porazil radnici, ale pak se dozví, že Marge napsala omluvný dopis komisaři springfieldské hygieny Rayi Pattersonovi pod jménem Homera. Rozhořčený Homer se vydá za Pattersonem a požaduje, aby mu dopis vrátil. Patterson tak učiní a snaží se s Homerem jednat slušně, ale Homer trvá na tom, že bude s oddělením bojovat, a rozhodne se kandidovat na komisaře. 
Homerova kampaň začíná špatně, když je zmlácen poté, co přeruší koncert U2 PopMart Tour, ale zvedne se, když barman Vočko vymyslí slogan kampaně „Nemůže to udělat někdo jiný?“. Homer šíří své poselství po městě a slibuje služby, jako je nepřetržitý odvoz odpadků a úklid všech možných míst, což vede k jeho drtivému vítězství ve volbách. Po složení přísahy předvede své plány tím, že zazpívá parodii na „Cukráře“ s názvem „Popelář“. 
Splnění těchto slibů se však ukáže jako nákladné a starosta Quimby Homera odsoudí za to, že utratil roční rozpočet oddělení za pouhý měsíc. Homer přiměje města po celých Spojených státech, aby mu zaplatila za uskladnění přebytečných odpadků v opuštěné důlní šachtě na okraji Springfieldu. Přestože rozpočtová krize skončila a pracovníci dostávají slíbené platy, odpadky se v podzemí hromadí a nakonec vybuchnou a zasypou celé město. Na schůzi městské rady je Homer odvolán ze své funkce a nahrazen Rayem Pattersonem, který odmítne opětovné jmenování. Quimby už nemá jinou možnost, a tak přestěhuje celé město o pět mil dál. Líza se však obává, že tak drastický krok nic nezmění, pokud bude pokračovat stejně netečný přístup k nakládání s odpady. 
Během titulků letí U2 na další zastávku svého turné. Adam Clayton se nakloní přes přední sedadlo a ukáže The Edgeovi a Bonovi svou springfieldskou lžíci do sbírky. The Edge říká: „A je to tu zase.“. Bono se Claytona zeptá, jestli se na ni může podívat. Clayton podává lžíci Bonovi, který ji hodí za sebe a zasáhne přitom pana Burnse. 

## Produkce
Produkční tým chtěl, aby se epizoda týkala odpadků, a vedoucí pořadu Mike Scully přišel s nápadem, že by Homer měl kandidovat na úřad. Scenárista Ian Maxtone-Graham měl přítele, který se prosadil v chicagské politice, a to prostřednictvím asanační komise, a tak se rozhodl, že by Homer měl kandidovat na asanačního komisaře. Poté se dlouho snažili dostat k tomu, že Homer bude mít „přeplněný odpadkový koš“, a díky rozsáhlému využití obalů vznikl koncept Dne lásky. Původně měl Homer v epizodě kandidovat na starostu, ale od tohoto nápadu se upustilo. O konci dílu se mluvilo dlouho, přičemž původní myšlenka byla, že se celé město zvedne a odpadky se zametou pod něj. Konec neměl nést ekologické poselství, ale vypadal dobře a podle štábu právě díky němu epizoda získala cenu Emmy.
Skupina U2 kontaktovala pořad s nabídkou hostování, postup byl tedy opačný, než je obvyklé. Své repliky pro epizodu nahráli v říjnu 1997. V epizodě se krátce objeví také šéf hlavního managementu kapely Paul McGuinness a Susie Smithová, jeho zaměstnankyně. V epizodě se objeví bubeník U2 Larry Muller mladší, nicméně nemá žádný dialog. Steve Martin hostuje v roli Raye Pattersona.
V dílu se poprvé objevil obchodní dům Costington's, jehož slogan zní „Více než století bez sloganu“. Vymýšlení názvu i sloganu si vyžádalo „spoustu promarněných člověkohodin“.
Scéna, v níž je Ray Patterson znovu dosazen do funkce (do níž vchází a vychází za zvuků znělky seriálu Sanford and Son), byla odkazem na moment, který se odehrál během stand-up show komika Redda Foxxe (jenž v seriálu Sanford and Son hrál). Během vystoupení v Las Vegas přišel Redd Foxx na pódium za zvuků znělky seriálu Sanford and Son a zjistil, že v publiku je jen hrstka lidí. Foxx rozzlobeně prohlásil, že nehodlá vystupovat s tak malým počtem diváků, a odešel z pódia. Orchestr, zmatený Foxxovým chováním, opět zahrál znělku seriálu Sanford and Son. Stejný incident se stal základem vtipu v dílu Dvě paní Nahasapímapetilonové, kde Vočko Szyslak vstoupí na jeviště, a aniž by přerušil chůzi, odejde.

## Přijetí
V premiérovém vysílání se díl umístil v týdnu od 20. do 26. dubna 1998 na 16. místě ve sledovanosti s ratingem 10,5, což odpovídá přibližně 10,2 milionu domácností. V tom týdnu se jednalo o nejsledovanější pořad na stanici Fox, který porazil Tatíka Hilla a spol.
Tato epizoda získala v roce 1998 cenu Emmy za vynikající animovaný pořad (za pořad o délce maximálně jedné hodiny) a Jim Reardon získal cenu Annie za „vynikající individuální úspěch v oblasti režie animované televizní produkce“.
Autoři knihy I Can't Believe It's a Bigger and Better Updated Unofficial Simpsons Guide, Warren Martyn a Adrian Wood, uvedli: „Ačkoli se nejedná o skvělou epizodu, má tento díl řadu vrcholných momentů, které vás budou bavit až do konce.“ V článku v USA Today z roku 2006 byla epizoda Kam se odpadem? vyzdvižena mezi 6 nejlepšími epizodami 9. řady Simpsonových spolu s epizodami Radost ze sekty, Poslední pokušení Krustyho, Pistolníkova rodina, Jak napálit pojišťovnu a Ponorkobus.
Během projednávání návrhu městské rady Toronta na přeměnu opuštěného dolu Adams v severním Ontariu na obrovskou skládku torontského odpadu překvapili epizodou tehdejší radní Jack Layton a Olivia Chowová své kolegy v radě. „Bylo to naprosto ohromující,“ řekl Layton později listu The Globe and Mail, „tak přesně to odpovídalo tomu, co se dělo.“ Layton, jenž se později stal předsedou kanadské Nové demokratické strany a lídrem oficiální opozice, označil Simpsonovy za „nejdůležitější vliv na progresivní sociální komentáře na světě“.
V roce 2016 se epizoda dočkala nové vlny komentářů od pozorovatelů amerických prezidentských voleb, kteří přirovnávali Homerovu kampaň ke kampani prezidenta Donalda Trumpa. Stephen Sander napsal: „Homer dává šílené sliby a podbízí se nejnižšímu společnému jmenovateli obyvatel Springfieldu, každému říká, co chce slyšet, aby vyhrál. A on skutečně vyhrává.“

### Kontroverze
Dne 15. dubna 2008 byl na kanálu Channel 4 v 18.00 odvysílán díl Kam s odpadem?, v němž padly zmínky o slově „wanker“. Úřad Ofcom, který se zabývá stížnostmi na televizní vysílání ve Spojeném království, obdržel 31 stížností od diváků, kteří se domnívali, že epizoda neměla být vysílána před 21. hodinou. Channel 4 uvedl, že chyba byla způsobena pracovníkem, jenž nesprávně potvrdil, že pořad je vhodný k vysílání od 18.00. Akviziční oddělení chybu nenapravilo. Ofcom uvedl, že ačkoli je „znepokojen“, nebude se incidentem dále zabývat, protože se jedná o „ojedinělý případ“.